# Min Geaidnu
Min Geaidnu (Mijá Gäjnno, Mijjen Geajnoe beroende på samisk språkversion, översatt till svenska Vår väg) är ett parti i Sametinget. 

## Historik
Min Geaidnu bildades i samband med inrättandet av Sametinget 1993 av personer med bakgrund i ungdomsföreningen Sáminuorra. Partiet betonar att det inte representerar vad man kallar "samiska särintressen", utan att det vill bedriva en "progressiv" politik i enighet med det samiska folkflertalets intressen.
År 2013 valdes Ol-Johán Sikku till vägvisare (ordförande), men lämnade alla sina politiska uppdrag i oktober 2014 efter kritik från det egna partiet. Vice vägvisare är Sara Larsson.
Sametingets ordförande för mandatperioden 2013–2017, Stefan Mikaelsson, sitter på ett mandat från Min Geaidnu. Tidigare har Ol-Johán Sikku varit ordförande för Sametinget och Sara Larsson har varit ordförande för Sametingets styrelse.

## Vägvisare (Ordförande)
- 2005–2013 Sara Larsson
- 2013–2014 Ol-Johán Sikku
- 2015–  Christina Åhrén[3]

## Representation i Sametinget[4]
- 1993 Tre mandat
- 1997 Tre mandat
- 2001 Två mandat
- 2005 Tre mandat
- 2009 Tre mandat (Sara Larsson, Odd Willenfelt och Hanna-Sofie Utsi)
- 2013 Fyra mandat (Ol-Johán Sikku, Sara Larsson, Christina Åhrén och Stefan Mikaelsson)[5]
- 2017 Ett mandat[6]

## Valresultat
| År   | Röster | Procent | Mandat |
| ---- | ------ | ------- | ------ |
| 1993 | [ 7 ]  | %       | 3 / 31 |
| 1997 | [ 7 ]  | %       | 3 / 31 |
| 2001 | [ 7 ]  | %       | 2 / 31 |
| 2005 | 473    | 10,48 % | 3 / 31 |
| 2009 | 496    | 10,74 % | 3 / 31 |
| 2013 | 620    | 13,72 % | 4 / 31 |
| 2017 | 199    | 3,95 %  | 1 / 31 |
| 2021 | 230    | 3,85 %  | 1 / 31 |